# Tugimaantee 45
De Tugimaantee 45 is een secundaire weg in Estland. De weg loopt van Tartu via Räpina naar Värska en is 85,5 kilometer lang. 